# Castello di Lengberg
Il castello di Lengberg è un castello medioevale che sorge presso Nikolsdorf, nel Tirolo orientale (Austria), circa 13 chilometri ad est di Lienz.

## Storia
Il castello venne costruito dai conti di Lechsgemünde a partire dal tardo XII secolo, e nel XIII secolo passò sotto il controllo dell'Arcivescovo di Salisburgo.
Nel corso del XV secolo il nobile Virgil von Graben, della famiglia Meinhardiner, aggiunse un secondo piano alla struttura. La cappella del castello venne completamente ricostruita nel 1485, e il vescovo di Caorle, Pietro Carlo, la consacrò nell'ottobre di quello stesso anno. Sia l'aggiunta del secondo piano sia la costruzione della cappella furono registrate da Paolo Santonino, un umanista italiano conosciuto per i suoi diari di viaggio.
Il territorio del Tirolo dell'est fu ceduto al Regno di Baviera durante le guerre napoleoniche, e ritornò sotto controllo austriaco dopo il Congresso di Vienna.
Nel 1821 il castello divenne proprietà privata. Acquistato da un uomo d'affari olandese nel 1920, fu ristrutturato in modo da poter tornare nuovamente abitabile.
Nel 2008 fu scoperta una volta nascosta nel secondo piano (probabilmente costruita durante l'aggiunta del secondo livello) che conteneva resti del XV secolo, comprendenti camicie, scarpe ed indumenti intimi. Tra questi anche quattro reggiseni di lino, uno dei quali rassomiglia molto ad un reggiseno moderno, con tracce di pizzo attorno agli orli. Fino a questo ritrovamento si credeva che il reggiseno di tipo moderno fosse stato inventato solamente un secolo fa.